# Krägga
Krägga is een plaats in de gemeente Håbo in het landschap Uppland en de provincie Uppsala län in Zweden. De plaats heeft 238 inwoners (2005) en een oppervlakte van 66 hectare.